# Lilia d'Albore
Lilia d'Albore, de nom real Emilia d'Albore, (Santa Maria Capua Vetere, 4 de gener de 1911 – Grottaferrata, 21 d'agost de 1988), fou una violinista italiana.

## Biografia
Lilia d'Albore fou filla de l'advocat Elpidio d'Albore i de Rosa Muto. El pare fou un funcionari del Tribunal de Comptes, germà del baríton Emilio d'Albore i del pintor Achille d'Albore. Lilia fou germana de la soprano Mina d'Albore.
Lilia d'Albore, després d'estudiar violí amb Gioacchino Micheli i viola amb Aldo Perini, es va graduar al Conservatori de Santa Cecília de Roma el 1929; després va estudiar amb Carl Flesch a Berlín i a Baden-Baden. Va iniciar la seva activitat de solista el 1931, arribant a col·laborar amb les orquestres europees més importants, sota la direcció de músics com ara Hermann Abendroth, Ataúlfo Argenta, Pietro Argento, Alfredo Casella, Oliviero De Fabritiis, Wilhelm Furtwängler, Carlo Maria Giulini, Bruno Maderna, Fernando Previtali i Carl Schuricht.
Els anys 1949-50 va realitzar alguns enregistraments amb l'Orquestra Filharmònica de Berlín i amb l'Orquestra Simfònica de Londres, dirigida per Sergiu Celibidache. Va tocar en duo amb els pianistes Giorgio Favaretto, Arnaldo Graziosi, Ornella Puliti Santoliquido i Armando Renzi. Entre 1940 i 1950, va enregistrar per a la Deutsche Grammophon en duo amb els pianistes Hubert Giesen i Géza Frid. Va tocar a duo també amb Ornella Puliti Santoliquido i entre el 1960 i el 66 va formar part del Trio de Roma amb Antonio Saldarelli al violoncel i Germano Arnaldi, després amb Piero Guarino, després amb Arnaldo Graziosi al piano. Entre 1955 i 1961 va ser primer violí del Complex de Solistes Antonio Vivaldi i de 1961 fins a 1967 del Complex Vivaldi de Roma que va fundar i amb el qual va recórrer la major part d'Europa.
Fou professora de violí al Conservatori San Pietro a Majella de Nàpols des de 1941 i al Conservatori de Santa Cecília de Roma des de 1943. Va ser nomenada Cavaller de l'Orde al Mèrit de la República Italiana, rebent també la medalla d'or del Mèrit de l'Escola i des del 1982 va ser presidenta de l'associació ESTA-Itàlia (European String Teachers Association, Associació de Professor de Cordes Europeus). Tocava un violí fabricat pel lutier italià Alessandro Gagliano.
El 28 de febrer de 1941 va actuar al Palau de la Música Catalana acompanyada al piano per Ataúlfo Argenta, després d'haver actuat dies abans a Madrid, en la seva presentació a Espanya.

## Activitat
Va dur a terme una brillant carrera de concerts, tant com a solista com en grups de cambra dels quals també va ser cofundadora: 
- Complex de solistes Antonio Vivaldi (1955-1961)
- Complex Vivaldi de Roma (1961-1967)
- Trio de Roma (1960-1966) amb Antonio Saldarelli, violoncel, Germano Arnaldi, piano (-1960) / Piero Guarino, piano (1960-62) / Arnaldo Graziosi, piano (1962-66)

## Enregistraments

### De 78 rpm
- Christoph Willibald Gluck (arranjament Giesen): Mélodie (Hubert Giesen, piano / Deutsche Grammophon Gesellschaft LM 62838 A, Polydor 78rpm shellac / Berlín, Raum IX, 14-12-1940)
- Achille Simonetti: Madrigal en Re major (Hubert Giesen, piano / Deutsche Grammophon Gesellschaft LM 62838 B, Polydor 78rpm shellac / Berlín, Raum IX, 14-12-1940)
- Francesco Maria Veracini: Largo (Hubert Giesen, piano / Deutsche Grammophon Gesellschaft LM 67681 A, polietil·la 78cm pm, realitzat a Alemanya, 2-12-1941)
- Antonín Dvořák: Sonatina en Sol major, Op.100, II. Larghetto (Hubert Giesen, piano / Deutsche Grammophon Gesellschaft LM 67681 B, polietil·lell 78rpm, realitzat a Alemanya, 2-12-1941)
- Franz Schubert: Sonatina en Re major, D.384 Op.137 núm. 1 (Hubert Giesen, piano / Deutsche Grammophon Gesellschaft LM 67847/67848, xicla Polydor 2x78rpm, fabricat a Alemanya, 2-12-1941)
- César Franck: Sonata a La major (Hubert Giesen, piano / Deutsche Grammophon Gesellschaft LM 68002/68003/68004/68005, Shell Polydor 4x78rpm, realitzat a Alemanya, 24-7-1942)
- Johannes Brahms: Sonata No.3 en Re min Op.108, IV. Presto agitato (Géza Frid, piano / Deutsche Grammophon Gesellschaft LVM 72054 A, 1x78rpm shellac / Hannover, Beethoven-Saal, 28-11-1950)
- Ildebrando Pizzetti: da Tre Canti [1924], núm. 2 Quasi grave e commosso (Géza Frid, piano / Deutsche Grammophon Gesellschaft LVM 72054 B, 1x78rpm shellac / Hannover, Beethoven-Saal, 29-11-1950) - AUDIO

### Ràdio
- Antonio Vivaldi: Sonata in Re major (Hubert Giesen, piano / RRG Reichssender Stuttgart, 1-4-1939)

### CD
- César Franck: Sonata en La major (Hubert Giesen, piano / CDs de Polygram Japó, Deutsche Grammophon POCG-6077, realitzat al Japó, XI-1998)
- Giuseppe Baldassare Sammartini: "Canto amoroso" (Heinrich Graf Wesdehlen, piano - Berlín, 13-2-1942; Meloclassic MC2018, (p) 2013)
- Arcangelo Corelli: Sonata No. 12 en Re menor, "La Follia" (Heinrich Graf Wesdehlen, piano - Berlín, 13-2-1942; Meloclassic MC2018, (p) 2013)
- Giuseppe Tartini: Sonata in Si menor, B.h2 (Hans Priegnitz, piano - Leipzig, 1944; Meloclassic MC2018 (p) 2013)
- Wolfgang Amadeus Mozart: Concert No.5 in La major K.219 "Turc" (Berliner Philharmoniker, Sergiu Celibidache - Berlín, 5 a 6-3-1950; Celibidache: The Berlin Recordings 1945-1957 Audit! 13xCDs, (p) 2013)
- Wolfgang Amadeus Mozart: Concert No.5 in La major K.219 "Turc" (London Philharmonic Orchestra, Sergiu Celibidache - Londres, 1950; The Art of Celibidache, Vol.16 Arlecchino CD)